# Торченюк, Александр Александрович
Александр Александрович Торченюк (род. 25 мая 1991, Москва, Россия) — российский хоккеист, нападающий. Воспитанник СДЮШОР ЦСКА имени Валерия Харламова.

## Карьера
Александр Торченюк является воспитанником СДЮШОР ЦСКА, в системе которого прошёл все этапы становления на юношеском уровне, а в сезоне 2009/2010 дебютировал на профессиональном уровне за молодёжную команду «Красная Армия», в составе которой отыграл три полноценных сезона. В сезоне 2010/2011, являясь ассистентом капитана, завоевал с молодёжной командой армейцев главный трофей лиги — Кубок Харламова. С 2012 по 2015 годы молодой хоккеист проходил школу Высшей хоккейной лиги, выступая за такие команды как: «Саров» и Тверской хоккейный клуб. Помимо этого Александр Торченюк был вызван на зимнюю Универсиаду, которая проходила с 3 по 14 февраля 2015 года в испанском городе Гранада. На Универсиаде завоевал золотые медали в составе сборной России.
Перед началом сезона 2015/2016 на Александра Торченюка обратили внимание в клубе Континентальной хоккейной лиги — «Автомобилист», с которым игрок подписал двусторонний контракт. 26 августа 2015 года состоялся дебют Александра на уровне КХЛ. Это событие пришлось на гостевой матч «Автомобилиста» против челябинского «Трактора». Через два дня после дебюта, в гостевой игре против нижнекамского «Нефтехимика» Александр забросил свою первую шайбу в лиге. Впоследствии в составе екатеринбургской команды Александр стал стабильным игроком основного состава. В 2015 и 2016 годах вместе с «Автомобилистом» Александр принял участие в традиционном, старейшем хоккейном турнире — Кубок Шпенглера.
17 мая 2019 года в результате обмена на Павла Воробья Александр Торченюк перешёл в новосибирскую «Сибирь». Свой переход Александр прокомментировал так: «Благодарю „Автомобилист“ за прекрасные четыре сезона! За эти четыре года Екатеринбург стал для меня и моей семьи вторым домом! Этот город навсегда останется в моем сердце!» В составе новосибирской команды Александр являлся игроком основного состава, однако 15 февраля 2020 года, в одном из матчей регулярного сезона, получил серьёзную травму, в результате которой выбыл на семь месяцев и потерял место в команде. 17 декабря 2020 года было объявлено о досрочном расторжении контракта с Александром.
27 декабря 2020 года было официально объявлено о подписании двустороннего контракта с московским «Спартаком», который будет действовать до 30 апреля 2021 года. 30 апреля 2021 года в связи с истечением контракта покинул «Спартак».

## Достижения
- Обладатель Кубка Харламова сезона 2010/2011
- Чемпион зимней Универсиады 2015 в составе сборной России